# Einhard-Preis
Der Einhard-Preis für biographische Literatur wird seit 1999 von der Einhard-Stiftung zu Seligenstadt, einer 1998 gegründeten Bürgerstiftung, verliehen.
Mit dem Preis beabsichtigt die Stiftung, „im europäischen Rahmen die Erinnerung an Einhard und sein Werk wachzuhalten“. Durch die Förderung biographischer Literatur mit europäischem Bezug sollen die historischen Wurzeln der europäischen Einigung sichtbar gemacht und in ihrer Bedeutung für heutige politische und gesellschaftliche Entwicklungen neu erschlossen werden.
Der mit derzeit 10.000 Euro dotierte Preis wird alle zwei Jahre in Seligenstadt, an Einhards Grab, vergeben. Die Preisträger werden jeweils von einer international besetzten Jury ausgewählt.

## Die Einhard-Stiftung zu Seligenstadt
Die Einhard-Stiftung zu Seligenstadt ist eine Bürgerstiftung zum Gedenken an Einhard und für Europa und zur Pflege des Erbes Einhards. Sie wurde auf Anregung und unter der Führung der „Ordensbruderschaft vom Steyffen Löffel“ zu Seligenstadt beschlossen und 1998 von einer Gruppe von Seligenstädter Bürgern ins Leben gerufen.
Sie wurde am 13. März 1998 als rechtsfähige Stiftung bürgerlichen Rechts errichtet und am 23. April 1998 vom Regierungspräsidium in Darmstadt genehmigt.
Der Stiftungsauftrag wird in der Verfassung wie folgt gefasst: Zweck der Stiftung ist es, die Idee der europäischen Einigung auf der Ebene einer traditionsreichen Stadt anschaulich und die Wurzeln der europäischen Nationen sichtbar zu machen. Der Stiftungszweck wird insbesondere verwirklicht durch:
1. Die Vergabe eines nach Einhard benannten Literaturpreises für Biographie.
2. Darüber hinaus wird der Stiftungszweck verwirklicht durch die wissenschaftliche Pflege des Andenkens und die Erforschung Einhards und seiner Zeit.

## Der Einhardpreis für Biographie
Mit dem Einhardpreis wird die herausragende Biographie einer Persönlichkeit ausgezeichnet, deren wissenschaftliches, religiöses, politisches, künstlerisches oder wirtschaftliches Wirken in einer engen Beziehung zu Europa steht. Dabei ist Europa keineswegs nur politisch zu verstehen, etwa im Sinne der EU, sondern vor allem geschichtlich und ideengeschichtlich. Der mit dem Preis ausgezeichnete Autor kann auch in einem außereuropäischen Land leben. Die Preisträger werden von einem international besetzten Kuratorium (Jury) ausgewählt.
Der Einhard-Preis wird im zweijährigen Abstand in Seligenstadt übergeben und ist mit € 10.000 dotiert. Die Übergabe erfolgt im zeitlichen Zusammenhang mit Einhards Todestag, d. h. um den 14. März des Jahres.

### Preisträger
- 1999: Otto Pflanze, Professor emeritus an der Indiana University in Bloomington, USA: Für seine Lebensbeschreibung Otto von Bismarcks
- 2001: Brian David Boyd, Professor an der Universität Auckland, Neuseeland: Für seine Biographie Vladimir Nabokovs
- 2003: Joachim C. Fest, Historiker und Publizist: Für sein biographisches Lebenswerk unter Berücksichtigung der Arbeiten zu Albert Speer
- 2005: Irène Heidelberger-Leonard, Professorin an der Freien Universität Brüssel: Für Revolte in der Resignation, die Biographie Jean Amérys
- 2007: Eberhard Weis, Professor emeritus an der Universität München: Für seine zweibändige Biographie des bayerischen Staatsmannes Maximilian Graf von Montgelas
- 2009: Margot Friedlander, Holocaust-Überlebende, für ihre 2008 erschienene Autobiographie Versuche, Dein Leben zu machen
- 2011: Hugh Barr Nisbet, Professor emeritus für Germanistik an der University of Cambridge: Für seine Biographie von Gotthold Ephraim Lessing
- 2013: John C. G. Röhl, Professor emeritus für Europäische Geschichte an der Universität Sussex: Für seine dreibändige Biographie des deutschen Kaisers Wilhelm II.
- 2015: Joachim Radkau, Professor emeritus für Geschichte an der Universität Bielefeld: Für seine Biografie über Theodor Heuss
- 2017: Albrecht Schöne, Professor emeritus für Neuere Deutsche Literatur an der Georg-August-Universität Göttingen: Für sein Buch Der Briefschreiber Goethe
- 2019: Emmanuelle Loyer, französische Historikerin: Für ihre Biografie Claude Lévi-Strauss
- 2022: Jacques Tardi, französischer Comic-Autor: Für die dreibändige Biographie seines Vaters Ich, René Tardi, Kriegsgefangener im Stalag II B
- 2025: Ulinka Rublack, Professorin für Europäische Geschichte der Frühen Neuzeit am St John’s College in Cambridge: Für ihre Biographie Dürer im Zeitalter der Wunder. Kunst und Gesellschaft an der Schwelle zur globalen Welt

## Die wissenschaftliche Pflege des Andenkens an Einhard und Erforschung Einhards und seiner Zeit

### Echtheit der Gebeine von Einhard und Imma
Bei der Öffnung des Sarkophags am 4. Oktober 2004 in Zusammenarbeit mit der Einhard-Arbeitsgemeinschaft und der Ordensbruderschaft vom Steyffen Löffel wurden entsprechende Proben der Gebeine entnommen. Mit Hilfe der Radiokohlenstoffmethode wurde festgestellt, dass der Mann um 835 im Alter von etwa 70 Jahren gestorben war; er müsste also um 765 geboren worden sein. Der Mann war nur 1,62 Meter groß. Einhards Geburtsdatum ist unsicher, wird jedoch auf etwa 760 geschätzt; er starb am 14. März 840 in Seligenstadt. Zahlreiche Urkunden enthalten Hinweise, dass er klein von Wuchs gewesen sei. Es liegt damit eine gute Übereinstimmung vor. Das Todesjahr der Frau datierten die Wissenschaftler auf etwa 840. Imma starb um 836. Auch hier liegt eine gute Übereinstimmung vor.

### Seligenstädter Biographiegespräche
Zur Pflege des Andenkens Einhards gehört auch die Förderung der biographischen Literatur. Hierzu wurde erstmals am 14. März 2008, zusammen mit dem Kulturring Seligenstadt, eine Autorenlesung durchgeführt. Uwe Wittstock, promovierter Literaturkritiker und Kulturkorrespondent der WELT, stellte seine Biographie Marcel Reich Ranicki – Geschichte eines Lebens vor. Anschließend diskutierte der Verfasser in einem „Biographiegespräch“ mit Bernt Ture von zur Mühlen, Autor, Literaturwissenschaftler und Dozent an den Schulen des Deutschen Buchhandels, die Möglichkeiten und Grenzen einer Lebensbeschreibung. 2014 stellte der Frankfurter Mediävist Johannes Fried im Gespräch mit der Juristin und Publizistin Alexandra Kemmerer, Mitglied im Kuratorium und Präsidium, seine Biographie Karl der Große. Gewalt und Glaube vor. 2017 sprach die Autorin und Publizistin Ina Hartwig, Kulturdezernentin der Stadt Frankfurt, mit Alexandra Kemmerer über ihr wenig später veröffentlichtes Biographieprojekt Wer war Ingeborg Bachmann? Eine Biographie in Bruchstücken (2017). 2018 folgte ein Gespräch mit dem Journalisten Patrick Bahners, Mitglied im Kuratorium seit 2012, über seine Biographie Helmut Kohl. Charakter der Macht (2017).

### Beiträge zum Einhard Symposium
Das zweite internationale Symposium zu Leben und Werk Einhards wurde im September 2008 in Seligenstadt durchgeführt. Unter der Schirmherrschaft des damaligen hessischen Ministerpräsidenten Roland Koch wurde diese wissenschaftliche Tagung von der Verwaltung der Staatlichen Schlösser und Gärten in Hessen und dem Magistrat der Stadt Seligenstadt, zusammen mit der Einhard-Arbeitsgemeinschaft, dem Förderkreis Historisches Seligenstadt und der Einhard-Stiftung veranstaltet. Hermann Schefers von der Verwaltung der Staatlichen Schlösser und Gärten, der ebenfalls Mitglied des Präsidiums der Einhard Stiftung ist, oblag die wissenschaftliche Leitung. Weiterhin beteiligte sich die Stiftung mit einem Poster, um ihre Aktivitäten vorzustellen.

## Gremien
- Präsidium: Peter Hammann (Vorsitzender), Robert Tampé (Stellv. Vorsitzender), Axel-Johannes Korb (Schatzmeister), Nicolas Wolz (Öffentlichkeitsarbeit), Karl Wolf (Beisitzer), Alexandra Kemmerer (Beisitzerin 2012 bis 2018), Thomas Laube (Geschäftsführer).

- Kuratorium: Robert Tampé (Vorsitzender und Vertreter der Stifter bis 2018), Alexandra Kemmerer (Vertreterin der Stifter 2010 bis 2018), Jürg Altwegg (sachkundiges Mitglied seit 2003), Patrick Bahners (sachkundiges Mitglied seit 2012), Frank Rexroth (sachkundiges Mitglied seit 2018), Ina Hartwig (sachkundiges Mitglied seit 2017), Franziska Augstein (sachkundiges Mitglied seit 2012); Gustav Seibt (sachkundiges Mitglied bis 2012), Jeremy Adler (sachkundiges Mitglied bis 2012), Jean Favier (sachkundiges Mitglied bis 2003), Roberto Zapperi (sachkundiges Mitglied bis 2003).

- Ältestenrat: Franz-Friedrich Neubauer † (Ehrenvorsitzender), Andreas Neubauer (Stellv. Vorsitzender bis 2010), Peter Laube (Beisitzer bis 2005), Franz Preuschoff (Beisitzer bis 2010).

## Veröffentlichungen
- Translatio et Miracula Sanctorum Marcellini et Petri. Translation und Wunder der Heiligen Marcellinus und Petrus, übersetzt von Steffen Patzold; herausgegeben von der Einhard-Gesellschaft Seligenstadt e. V., Seligenstadt 2015.